# Бреслер, Семён Ефимович
Семён Ефимович Бреслер (1911, Гродненская губерния — 1983, Ленинград) — российский учёный, мультидисциплинарный специалист в области физики, физической химии и биофизики; профессор, доктор химических наук, основатель научной школы в области молекулярной биологии.

## Биография
Родился 28 июля 1911 года в местечке Берёза в Брестском уезде Гродненской губернии (ныне Белоруссия), когда его родители гостили летом у родных. Семья постоянно жила в Петербурге, Хаим-Ефим Давидович Бреслер учился в Горном институте. Семен Бреслер пошел учиться в известную немецкую школу Petrischule, после революции ставшую трудовой школой № 41. Преподавание большинства предметов в школе в то время велось на немецком языке. С. Е. Бреслер окончил школу в 1926 году и сдавал вступительные экзамены одновременно в Политехнический и Медицинский институты, прошел по конкурсу в оба ВУЗа, но выбрал своей специальностью физику и стал учиться на физико-механическом факультете Ленинградского политехнического института.
Окончил институт в 1930 году по специальности «физика механических процессов». На последнем, четвёртом курсе института С. Е. Бреслер был принят на должность научного сотрудника II разряда в физико-химический отдел Ленинградского физико-технического института (ныне Физико-технический институт им. Иоффе).

## Начало научной деятельности
В 1930 году после окончания политехнического института С. Е. Бреслер был зачислен инженером в молекулярный отдел ЛФТИ, возглавляемый Давидом Львовичем Талмудом, где начал исследования в области поверхностных явлений. Результаты этих исследований освещены в книге Д. Л. Талмуда и С. Е. Бреслера — «Поверхностные явления» (1934).
В 1934 году молекулярный отдел ЛФТИ выделился в Институт физических и химических исследований, а Семен Ефимович был командирован в Харьковский физико-технический институт в лабораторию Л. В. Шубникова для освоения техники работы при низких температурах.
В 1936 году С. Е. Бреслеру была присвоена степень кандидата наук без защиты.
В 1939 году он занимался физикой полимеров, в частности конфигурационной статистикой полимерных цепей (совместно с Я. И. Френкелем).
В 1940 году он защитил в Физико-химическом институте им. Карпова диссертацию «Молекулярные силы в поверхностных слоях» на степень доктора химических наук и вернулся в Физико-технический институт (ЛФТИ) на должность заведующего лабораторией физико-химических проблем.

## Научная работа во времяВеликой Отечественной войны
Во время Великой Отечественной войны С. Е. Бреслер работал вместе с эвакуированными сотрудниками ЛФТИ в Казани и занимался оборонными проблемами.
В 1945 году он был награждён орденом Красной Звезды за разработку технологии получения газонепроницаемого полимера для специальных целей.
По возвращении из Казани в 1945 год С. Е. Бреслер развивает исследование структуры белков и направляется в командировку в Швецию, в институт Сведберга, для покупки и освоения работы на изобретённой Сведбергом ультрацентрифуге. Этот прибор был первым устройством такого рода в СССР.

## Научная деятельность в послевоенные годы
После 1945 года С. Е. Бреслер параллельно с ЛФТИ преподаёт в Ленинградском политехническом институте на кафедре изотопов. По материалам своих лекций он пишет книгу «Радиоактивные элементы», выдержавшую 3 издания и переведённую на немецкий и чешский языки.
В 1950 году, в разгар «борьбы с космополитизмом», власти принуждают академика А. Ф. Иоффе подать заявление об отставке с поста директора ЛФТИ. Вслед за ним С. Е. Бреслера, выступившего в защиту академика А. Ф. Иоффе, также вынуждают уйти из ЛФТИ, а вся его лаборатория переводится в Институт высокомолекулярных соединений РАН в качестве исследовательской группы (она вновь стала лабораторией только в 1957 г.)
С. Е. Бреслер одним из первых предложил изучать механизмы полимеризации и поликонденсации путём анализа молекулярно-массовых распределений. Работы по полимерам привели С. Е. Бреслера к выводу о необходимости обобщить представления о макромолекулярных соединениях, и он начал писать книгу «Физика и химия макромолекул», законченную в 1965 году вместе с Б. Л. Ерусалимским.
С началом «хрущевской оттепели» восстанавливаются контакты советских учёных с мировой наукой. В 1957 году на конференции в Праге С. Е. Бреслер знакомится с профессором Гарвардского университета П. Доти, работающим в области молекулярной биологии. В 1958 году, в связи с приглашением сделать доклад во время дискуссии на заседании Фарадеевского общества С. Е. Бреслер едет в Великобританию, где знакомится с Френсисом Криком, автором знаменитого открытия двойной спирали ДНК, за которое он впоследствии получает Нобелевскую премию. В результате этого знакомства у С. Е. Бреслера возникает решение посвятить себя работе в области «полимеров жизни» — нуклеиновых кислот и белков.
В 1960 году С. Е. Бреслер едет на три месяца в Массачусетский технологический институт и в лабораториях Александра Рича и Сайруса Левинтала осваивает экспериментальную технику работы в области молекулярной биологии — с бактериями, фагами, вирусами. Освоенные методы он привез в СССР и учил всех, кто впоследствии работал здесь в области молекулярной биологии. С 1960 году лаборатория переходит полностью на эту тематику. На её базе создается научный семинар по молекулярной биологии. Профессор Бреслер готовит себе кадры в Ленинградском политехническом институте, и в 1976 году создаёт там кафедру биофизики, выпускники которой в настоящее время работают по всему свету. В конце жизни С. Е. Бреслер руководил радиобиологическим отделом Ленинградского института ядерной физики.
Работы С. Е. Бреслера признаны мировой наукой. На его статьи и книги ссылаются до сих пор многие видные исследователи. Ему доводилось работать в США и Франции, с ним дружили Уотсон, Жакоб, Моно, Рич, Доти, Вихтере и многие другие. Его лабораторию на Васильевском острове посещали все знаменитости из этой области науки, приезжая в Ленинград.
С. Е. Бреслер в течение своей жизни работал в Физико-техническом институте АН СССР (1930, 1940—1952, 1970—1971 гг.), в Институте химической физики АН СССР (1930—1934), Институте Физических и химических исследований (1934—1939), Агрофизическом институте (1939—1940), Институте Высокомолекулярных соединений АН СССР, Ленинградском институте ядерной физики. Одновременно он преподавал в Политехническом институте (профессор с 1946 г.). В 1976 году он основал в Ленинградском политехническом институте кафедру биофизики.

## Главные научные результаты
Основные научные работы С. Е. Бреслера посвящены изучению структуры и механизма действия макромолекул биополимеров. Он разработал совместно с Я. И. Френкелем (1939 год) статистическую теорию цепных молекул с ограниченной гибкостью. Одним из первых он предложил изучать механизмы полимеризации и поликонденсации путём анализа молекулярно-массовых распределений. С помощью ЭПР-спектрометра с повышенной в 100 раз концентрационной чувствительностью, построенного на основе предложенного им нового метода регистрации ЭПР-сигнала, измерил такие фундаментальные величины, как абсолютная скорость роста и обрыва цепи при радикальной полимеризации.
Совместно с Д. Л. Талмудом создал в 1945 году теорию глобулярного строения белка; её принципы лежат в основе современных представлений о третичной структуре белков.
С 1960 года С. Е. Бреслер занимался изучением структуры и функций нуклеиновых кислот и белков, элементарных процессов мутагенеза. Он установил, что при трансформации рекомбинация протекает на уровне одной нити ДНК и сопровождается образованием и коррекцией молекулярных гетеродуплексов, а при конъюгации рекомбинация происходит на двунитевом уровне.
Разработал метод электронной радиографии. Выдвинул оригинальную гипотезу, объясняющую спонтанные мутации тепловыми шумами — случайными ошибками ауторепликации ДНК.
В 1950—1956 годах С. Е. Бреслер развил теорию хроматографии многовалентных ионов на полимерных сорбентах и на её основе создал и внедрил в производство (вместе с Г. В. Самсоновым) новый метод очистки стрептомицина. Разработал и внедрил сорбционную хроматографию вирусов на широкопористых стеклах, что дало возможность получить эффективную противогриппозную вакцину.
Скоропостижно скончался в возрасте 72 лет 21 мая 1983 года в Ленинграде, где и был похоронен на Северном кладбище.

## Научные работы

### Монографии
- Поверхностные явления (совместно с Д. Л. Талмудом). — Москва-Ленинград: Гос. технико-теоретическое издательство, 1934. — 130 с.;
- Радиоактивные элементы. — Москва-Ленинград: Гос. технико-теоретическое издательство, 1949, — 300 с. (переработанные издания в 1952 и 1957 гг., переведено на немецкий и чешский языки);
- Физика и химия макромолекул (совместно с Б. Л. Ерусалимским). — Москва-Ленинград: «Наука», 1965. — 500 с. (переведено на японский язык);
- Введение в молекулярную биологию. — Москва-Ленинград: издательство Академии Наук СССР, 1963. — 500 с. (переработанное издание в 1966 г.; переведено на английский, польский и чешский языки);
- Introduction to Molecular Biology. — Academic Press, 1971. — 550 pp.;
- Молекулярная биология. — Ленинград: «Наука», 1973. — 560 с.

С. Е. Бреслер является автором более 300 статей и монографий по разнообразным аспектам физики, физической химии и биохимии. В научном мире он пользовался заслуженным авторитетом. Был членом редколлегии четырёх советских и четырёх международных журналов, неоднократно выступал с докладами и председательствовал на заседаниях всесоюзных и международных съездов и симпозиумов.